# Ma Loute
Ma Loute è un film del 2016 diretto da Bruno Dumont.
Il film è stato presentato in concorso al Festival di Cannes 2016.

## Trama
La scomparsa di alcune persone ha richiamato nella baia di Slack l'ispettore Machin e il suo assistente che però finiranno coinvolti nella complicata storia d'amore tra il giovane Ma Loute, figlio di pescatori e Billie Van Peteghem, figlia di ricchi borghesi di città.

## Riconoscimenti
- 2016 - Festival di Cannes
  - Candidatura per la Palma d'oro